# Рябыкин, Дмитрий Анатольевич
Дми́трий Анато́льевич Рябы́кин (род. 24 марта 1976, Чирчик, Ташкентская область) — российский хоккеист и тренер, заслуженный мастер спорта России.

## Достижения
Воспитанник московского «Динамо» (тренер Георгий Журавлёв). Выступал за «Динамо-2» (Москва, 1992—1998), «Динамо» (Москва, 1995—1998), «Авангард» (Омск, 1999—2007, 2009—2011), «Авангард»-ВДВ (Омск, 2002, 2005), СКА (Санкт-Петербург, 2008), «Трактор» (Челябинск, 2012—2014).
Серебряный призёр Евролиги 1998 года.
Единственный раз сыграл за сборную России на чемпионате мира 2002 года в Швеции. Россияне дошли до финала, где встретились с командой Словакии. На предпоследней минуте третьего периода при счёте 3:3 Рябыкин потерял шайбу в зоне атаки, её забрал Жигмунд Палффи, прошёл через всю площадку и сделал пас на Петеру Бондру, который забил победную шайбу. Рябыкин в 9 матчах турнира набрал 3 очка (0+3).
27 января 2011 года сыграл 600-й матч за «Авангард». В этих матчах набрал по системе «гол+пас» 239 (80+159) очков и
912 минут штрафа.
За «Авангард» в сезонах 1999—2007, 2009—2012 провёл 13 сезонов. Сыграл 642 матча, забросил 80 шайб, сделал 164 передачи, набрал 961 минуту штрафа.
В высшем дивизионе российского хоккея сыграл 1057 матчей, забросил 90 шайб, сделал 241 передачу, набрал 1246 минут штрафа.
Всего за карьеру в различных лигах сыграл 1133 матчей, забросил 99 шайб, сделал 255 передач, набрал 1280 минут штрафа.

### Как игрок
- Чемпионат Европы по хоккею с шайбой среди юниорских команд
- Серебряный призёр: 1994
- Чемпионат мира по хоккею с шайбой среди молодёжных команд
- Бронзовый призёр: 1996
- Континентальный кубок по хоккею с шайбой
- Серебряный призёр: 2007
- Бронзовый призёр: 1999

Кубок европейских чемпионов
- Чемпион: 2005
- Чемпионат мира по хоккею с шайбой
- Серебряный призёр: 2002

Чемпионат России
- Чемпион (2): 1995, 2004
- Серебряный призёр (4): 1996, 2001, 2006, 2013
- Бронзовый призёр (2): 2007, 2012
- Обладатель Кубка Континента (2): 2011, 2012

### Как ассистент тренера
- Кубок Гагарина
- Чемпион: 2021

## Статистика
| Легенда | Легенда                    | Легенда | Легенда                   | Легенда | Легенда    |
| ------- | -------------------------- | ------- | ------------------------- | ------- | ---------- |
| И       | Количество проведённых игр | Штр     | Штрафное время            | +/−     | Плюс-минус |
| Г       | Голы                       | П       | Голевые передачи          | О       | Очки       |
| -       | Статистика неизвестна      | —       | Статистика не учитывалась |         |            |

### Клубная карьера
- a В этом сезоне в плей-офф учитывается статистика игрока в Кубке Надежды.